# Dvorac Feštetić u Pribislavcu
Feštetić, dvorac (kaštel), nalazi se u mjestu Pribislavec kraj Čakovca, Međimurska županija.
Kroz stoljeća bio je u vlasništvu više gospodara, među kojima su bili članovi obitelji Zrinski (16. i 17. stoljeće), te Feštetići (19. stoljeće i početak 20. stoljeća).
U vrijeme Zrinskih dvorac je bio okružen dvorištem i vrtom. Kasnije se u povijesnim izvorima spominje da je u sklopu dvorca postojala kapela te dvije pokrajnje zgrade na imanju. Današnji izgled kaštel je dobio sredinom 19. stoljeća, kada ga je u neogotičkom stilu obnovio grof Juraj Feštetić. Izgrađen je od klesanog kamena, s bogato ukrašenim neogotičkim arhitektonskim elementima, posebno vijencima i dovratnicima.
Do 1923. godine u dvorcu je boravio grof Eugen Feštetić, a onda ga je odlučio prodati. Od tada je njegova namjena bila smještaj raznih državnih službenika, časnika, pa čak i djece ratnih izbjeglica. Nakon drugog svjetskog rata u kaštel se smjestila lokalna osnovna škola, koja ga koristi i danas.
Premda je više puta stradao u ratnim vihorima, bio opljačkan i devastiran, pa čak i zapaljen, kaštel Feštetić uvijek je obnavljan. Danas je u razmjerno dobrom stanju, te je po mnogima najljepši i najromantičniji od svih dvoraca u Međimurju.    
Na oltarnoj slici u crkvi sv. Nikole u Čakovcu iz 1750. godine, među ostalim nalazi se i ovaj dvorac.

## Galerija
- Dvorac Feštetić zimi - istočna strana
- Dvorac s jugoistočne u proljeće
- Jugozapadna strana dvorca
- Pogled s dvorišne strane

## Vanjske poveznice
- Dvorac Feštetić u Pribislavcu s južne strane

- Dvorci i kurije

- Dvorac Feštetić u tijeku najnovije obnove